# Kortstjärtad papegojnäbb
Kortstjärtad papegojnäbb (Suthora davidiana) är en liten östasiatisk fågel i familjen papegojnäbbar med som namnet avslöjar påfallande kort stjärt.

## Utseende
Kortstjärtad papegojnäbb är en liten (9,5–10 cm) fågel med som namnet avslöjar mycket kort stjärt. Den ljusa näbben är karakteristiskt mycket hög. Huvudet är rostbrunt med mörk tygel och resten av ovansidan gråaktig och brun. På undersidan syns svart strupmitt med en bred gråvit spets på nedre delen av strupen. Även övre delen av bröstet är gråvitt, gradvis övergående mot beige undergump.

## Utbredning och systematik
Kortstjärtad papegojnäbb förekommer i södra Kina och norra Indokina. Den delas in i tre underarter med följande utbredning:
- Suthora davidiana davidiana – förekommer på höglandet i sydöstra Kina (från södra Zhejiang till centrala Fujian)
- Suthora davidiana tonkinensis – förekommer i högländerna i norra Vietnam (Bac Phan)
- Suthora davidiana thompsoni – förekommer från södra Kina (södra Yunnan) till östra Myanmar, östra Thailand, nordvästra Laos och norra Tonkin

### Släktestillhörighet
Tidigare inkluderades alla papegojnäbbar förutom större papegojnäbb i Paradoxornis. DNA-studier visar dock att större papegojnäbb och den amerikanska arten messmyg (Chamaea fasciata) är inbäddade i släktet. Paradoxornis har därför delats upp i flera mindre släkten. Initialt placerades kortstjärtad papegojnäbb i egna släktet Neosuthora, men detta har sedermera inkluderats i Suthora.

### Familjetillhörighet
DNA-studier visar att papegojnäbbarna bildar en grupp tillsammans med den amerikanska arten messmyg, de tidigare cistikolorna i Rhopophilus samt en handfull släkten som tidigare också ansågs vara timalior (Fulvetta, Lioparus, Chrysomma, Moupinia och Myzornis). Denna grupp är i sin tur närmast släkt med sylvior i Sylviidae och har tidigare inkluderats i den familjen. Enligt sentida studier skilde sig dock de båda grupperna sig åt för hela cirka 19 miljoner år sedan, varför tongivande International Ornithological Congress (IOC) numera urskilt dem till en egen familj, Paradoxornithidae. Denna linje följs här.

## Levnadssätt
Denna art hittas upp till cirka 1200 meters höjd i bambusnår, skogskanter och gräsmarker. Den ses vanligen i mycket aktiva flockar på jakt efter små larver och vegetabilier. Fågeln häckar från mars till april i Vietnam. Det skålformade boet av grön mossa, gräs och smala bambublad placeras cirka en meter ovan mark i dvärgbambu.

## Status och hot
Arten har ett stort utbredningsområde och en stor population, men tros minska i antal, dock inte tillräckligt kraftigt för att den ska betraktas som hotad. Internationella naturvårdsunionen IUCN kategoriserar därför arten som livskraftig (LC).

## Namn
Fågelns vetenskapliga artnamn hedrar Abbé Père Jean Pierre Armand David (1826-1900), fransk missionär och naturforskare verksam i Kina 1858-1874.